# شتيفان فروليش (ضابط)
ستيفان فروليش (بالألمانية: Stefan Fröhlich)‏ هو ضابط ألماني، ولد في 7 أكتوبر 1889 في أورشوفا في رومانيا، وتوفي في 2 أكتوبر 1978 في دويسبورغ في ألمانيا.